# Mastro Guglielmo (Maler)

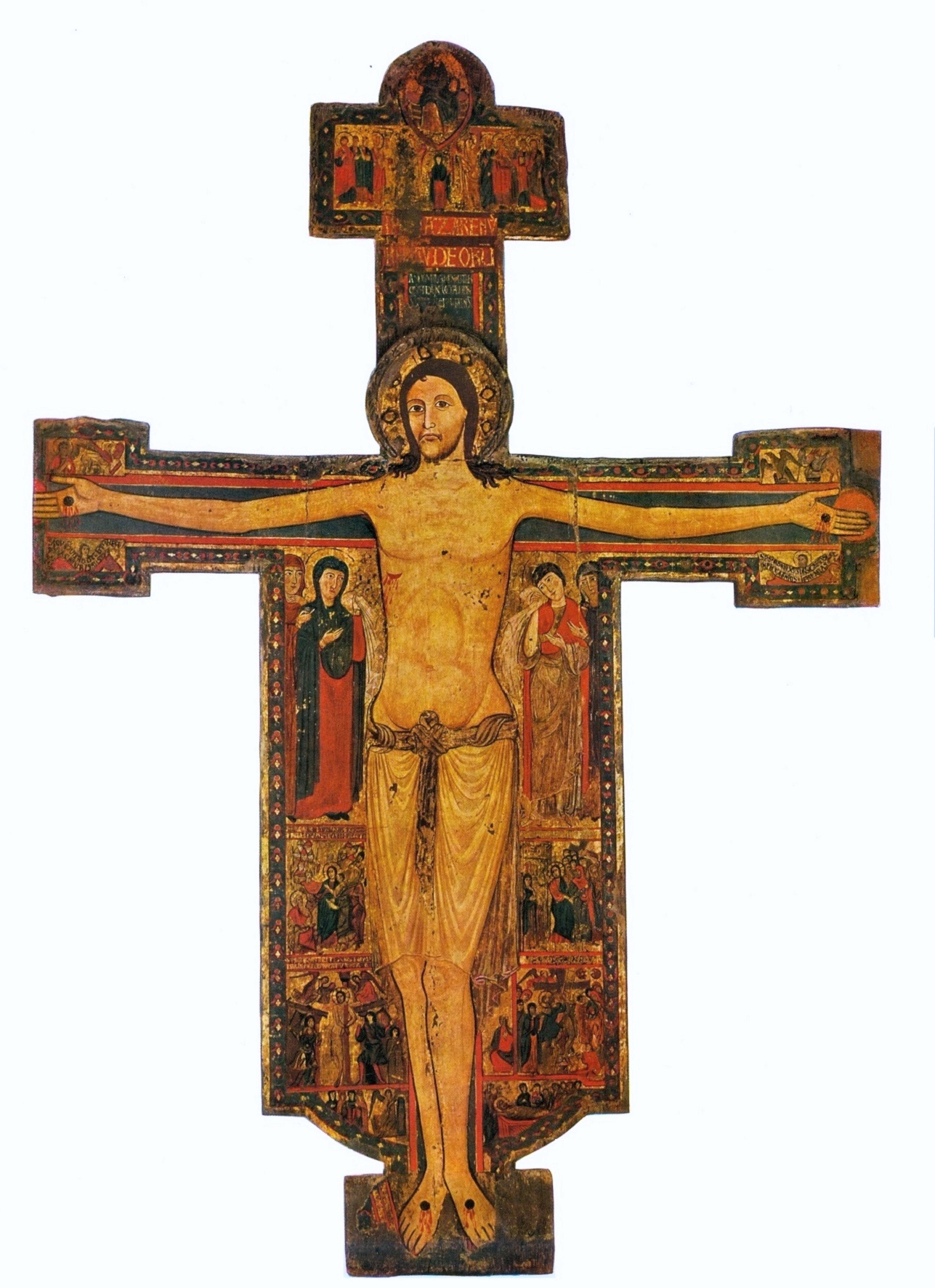
Kruzifix von Mastro Guglielmo (1138)

Mastro Guglielmo (deutsch Meister Willhelm oder Wilhelm) wird ein italienischer Maler des frühen 12. Jahrhunderts genannt. Er ist einzig bekannt durch das von ihm signierte und datierte (Anno Milleno Centeno Ter Quoque Deno Octavo Pinxit Guillielmus Et Hec Metra Finxit) Kruzifix, das in der Kirche Santa Maria Assunta in Sarzana an der Küste des Ligurischen Meeres aufbewahrt wird.

## Kruzifix aus Sarzana
Das Kruzifix aus Sarzana von Mastro Guglielmo ist eine in Tempera auf Leinwand gemalte Figur des auferstandenen Christus, angebracht an einem Kreuz aus Kastanienholz und ist auch das erste bekannte Beispiel einer Ikonografie der Typologie Christus triumphans. Laut der Interpretation des italienischen Lokalhistorikers Piero Torriti repräsentiert die gezeigte Jesusfigur „eine erweiterte Größe, eine starke Suche nach dem Leben und Freiheit der Bewegung, die die starren orientalischen Formen aufzulösen scheint.“